# Ponzu

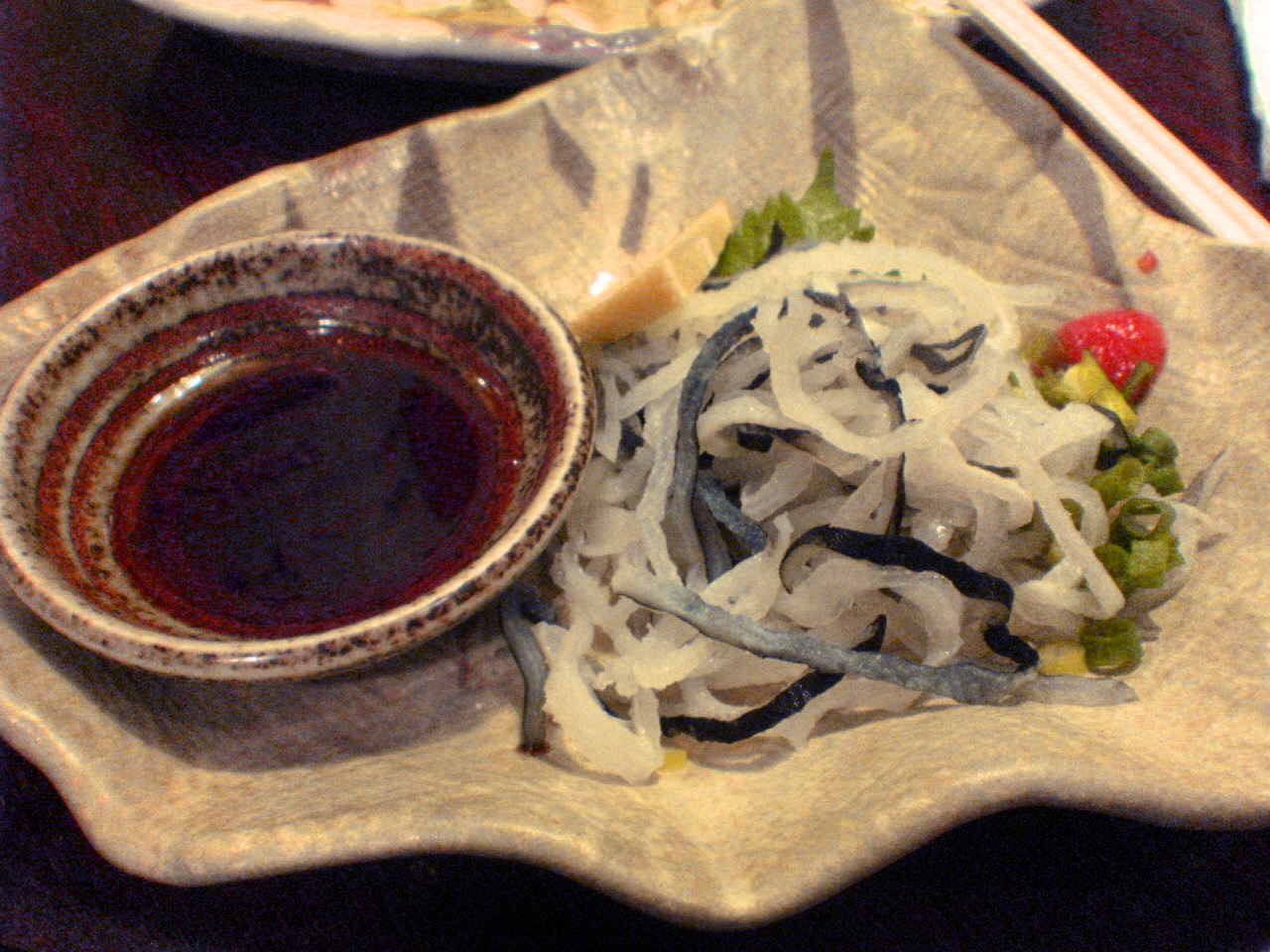
Ponzu shoyu (esquerda) e fugu.

Ponzu (em japonês: ポン酢), também grafado ponju ou ponsu, é um molho à base de limão utilizado na culinária japonesa. É de sabor muito ácido, com uma consistência fina e aquosa e uma coloração amarelo-clara. Ponzu shōyu ou ponzu jōyu (japonês: ポン酢醤油) é ponzu com adição de shoyu (molho de soja); o produto da mistura costuma ser chamado também apenas de ponzu.

## Etimologia
O elemento pon tem sua origem na língua portuguesa; a palavra "pomar" deu origem ao termo holandês pons, que designava um pomar de frutas cítricas, bem como o suco destas frutas, que por sua vez foi levado para o idioma japonês. Zu (酢) é "vinagre" em japonês; o nome pode ser traduzido literalmente como "vinagre de pon".

## Produção
O ponzu é feito ao se ferver em fogo médio o mirin, o vinagre de arroz, os flocos de katsuobushi e a alga (konbu). O líquido então é resfriado e coado para remover os flocos, e acrescenta-se o suco de um ou mais das seguintes frutas cítricas japonesas: yuzu, sudachi, daidai e kabosu, além de, ocasionalmente, limão.
O ponzu é disponível comercialmente, e costuma ser vendido em garrafas de vidro, que acumulam algum sedimento no fundo.

## Uso

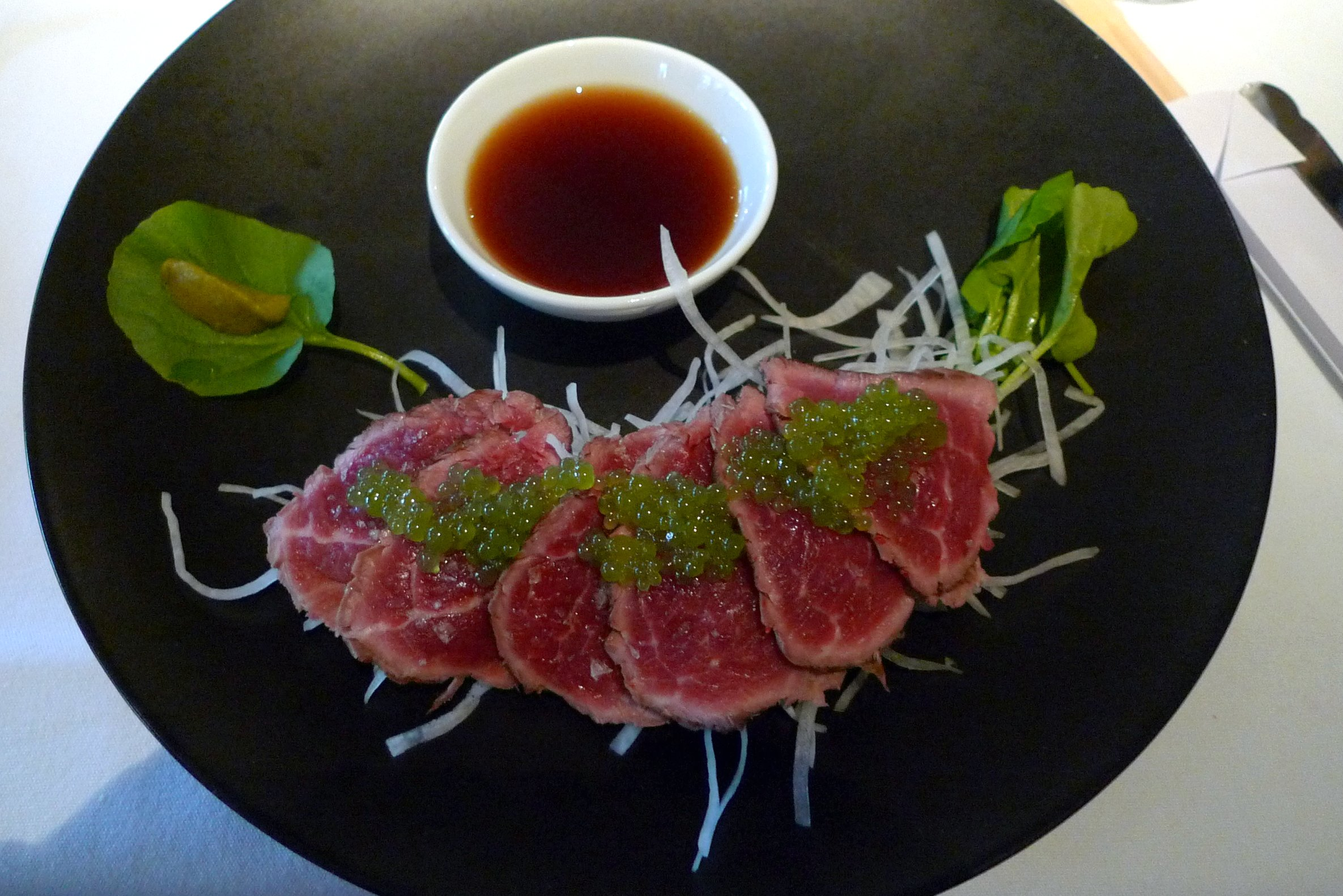
Ponzu shoyu e fatias de rosbife.

O ponzu shoyu é utilizado tradicionalmente como molho com o tataki (pedaços de carne ou de peixe levemente grelhados e depois picados), e também como um dip para nabemono (pratos de uma só panela), como o shabu-shabu, e para sashimi.